# Kuortane Games 2021
Die 82. Kuortane Games waren eine Leichtathletik-Veranstaltung, die am 26. Juni 2021 im Kuortaneen keskusurheilukenttä im westfinnischen Kuortane stattfand. Die Veranstaltung war Teil der World Athletics Continental Tour und zählte zu den Bronze-Meetings, der dritthöchsten Kategorie dieser Leichtathletik-Serie.

## Resultate

### Männer

#### 100 m
| Platz               | Athlet                | Land | Zeit (s) |
| ------------------- | --------------------- | ---- | -------- |
| 1                   | Riku Illukka          | FIN  | 10,27 PB |
| 2                   | Samuli Samuelsson     | FIN  | 10,27 PB |
| 3                   | Mathias Hove Johansen | NOR  | 10,39    |
| 4                   | Oskari Lehtonen       | FIN  | 10,43 PB |
| 5                   | Alexander Björkgren   | FIN  | 10,60 SB |
| 6                   | Konsta Alatupa        | FIN  | 10,69 SB |
|                     | Aleksi Lehto          | FIN  | DSQ      |
| Viljami Kaasalainen | FIN                   | DNS  |          |

Wind: +1,9 m/s

#### 1500 m
| Platz | Athlet                   | Land | Zeit (min) |
| ----- | ------------------------ | ---- | ---------- |
| 1     | Ferdinand Kvan Edman     | NOR  | 3:38,36    |
| 2     | Kieran Lumb              | CAN  | 3:39,11    |
| 3     | Joonas Rinne             | FIN  | 3:42,82    |
| 4     | Marius Probst            | GER  | 3:44,62    |
| 5     | Eemil Helander           | FIN  | 3:45,23 PB |
| 6     | Moa Abounnachat Bollerød | NOR  | 3:47,75    |
| 7     | Ossi Kekki               | FIN  | 3:50,25 SB |
| 8     | Wilho Hautala            | FIN  | 3:50,27 SB |
| 9     | Samuli Hussa             | FIN  | 3:51,35    |
| 10    | Niklas Heikkilä          | FIN  | 3:51,75    |
| 11    | Otto Kaario              | FIN  | 3:57,15 SB |
| 12    | Konsta Hämäläinen        | FIN  | 4:02,75    |
| 13    | Topi Raitanen            | FIN  | DNF        |
| 13    | Lukas Abele              | GER  | DNF        |

#### 400 m Hürden
| Platz | Athlet              | Land | Zeit (s) |
| ----- | ------------------- | ---- | -------- |
| 1     | Carl Bengtström     | SWE  | 50,00    |
| 2     | Abdelmalik Lahoulou | ALG  | 50,03    |
| 3     | Jonni Blomqvist     | FIN  | 51,66    |
| 4     | Øyvind Kjerpeset    | NOR  | 51,68    |
| 5     | Matias Komi         | FIN  | 53,62 PB |
| 6     | Jaakko Linnus       | FIN  | 55,28    |
| 7     | Markus Hurri        | FIN  | 55,66    |

#### Stabhochsprung
| Platz | Athletin              | Land | Höhe (m) |
| ----- | --------------------- | ---- | -------- |
| 1     | Mikko Paavola         | FIN  | 5,54     |
| 2     | Urho Kujanpää         | FIN  | 5,54     |
| 3     | Tommi Holttinen       | FIN  | 5,38     |
| 4     | Juho Alasaari         | FIN  | 5,30     |
| 5     | Jere Keskinen         | FIN  | 5,08     |
| 6     | Anton Kunnas          | FIN  | 4,90     |
| 7     | Albin Lundberg        | FIN  | 4,70     |
| 8     | Johan-Antti Kivilahti | FIN  | 4,70     |

#### Weitsprung
| Platz | Athletin        | Land | Weite (m) |
| ----- | --------------- | ---- | --------- |
| 1     | Thobias Montler | SWE  | 8,13      |
| 2     | Henrik Flåtnes  | NOR  | 7,95      |
| 3     | Kristian Bäck   | FIN  | 7,92 SB   |
| 4     | Kristian Pulli  | FIN  | 7,82 =SB  |
| 5     | Jesse Thibodeau | CAN  | 7,60      |
| 6     | Otto Pulkkinen  | FIN  | 7,27 SB   |
| 7     | Janne Etelämäki | FIN  | 6,97 SB   |
| 8     | Benjamin Olli   | FIN  | 6,93 PB   |
|       | Pyry Keränen    | FIN  | NM        |

#### Diskuswurf
| Platz | Athlet               | Land | Weite (m) |
| ----- | -------------------- | ---- | --------- |
| 1     | Daniel Ståhl         | SWE  | 70,55     |
| 2     | Kristjan Čeh         | SVN  | 70,35     |
| 3     | Simon Pettersson     | SWE  | 67,39     |
| 4     | Christoph Harting    | GER  | 63,93     |
| 5     | Guðni Valur Guðnason | ISL  | 62,69     |
| 6     | Frantz Kruger        | FIN  | 57,85     |

#### Speerwurf
| Platz | Athlet                   | Land | Weite (m) |
| ----- | ------------------------ | ---- | --------- |
| 1     | Johannes Vetter          | GER  | 93,59     |
| 2     | Keshorn Walcott          | TTO  | 89,12     |
| 3     | Neeraj Chopra            | IND  | 86,79     |
| 4     | Anderson Peters          | GRN  | 83,46     |
| 5     | Jarmo Marttila           | FIN  | 80,82     |
| 6     | Dagbjartur Daði Jónsson  | ISL  | 79,09     |
| 7     | Sindri Hrafn Guðmundsson | ISL  | 77,97     |
| 8     | Teemu Narvi              | FIN  | 76,30     |
|       | Toni Keränen             | FIN  | NM        |

### Frauen

#### 200 m
| Platz | Athlet                     | Land | Zeit (s)  |
| ----- | -------------------------- | ---- | --------- |
| 1     | Jacinta Beecher            | AUS  | 23,41     |
| 2     | Lisa Lilja                 | SWE  | 23,45     |
| 3     | Milja Thureson             | FIN  | 24,01 SB  |
| 4     | Aino Pulkkinen             | FIN  | 24,26 SB  |
| 5     | Guðbjörg Jóna Bjarnadóttir | ISL  | 24,28     |
| 6     | Emma Tainio                | FIN  | 24,81 =PB |
| 7     | Anna Julin                 | FIN  | 25,03 SB  |

Wind: +0,5 m/s

#### 800 m
| Platz | Athlet                      | Land | Zeit (min) |
| ----- | --------------------------- | ---- | ---------- |
| 1     | Eglay Nafuna Nalyanya       | KEN  | 2:00,56    |
| 2     | Sara Kuivisto               | FIN  | 2:00,75 PB |
| 3     | Noélie Yarigo               | BEN  | 2:01,13    |
| 4     | Gaël De Coninck             | SWE  | 2:04,94    |
| 5     | Viola Westling              | FIN  | 2:05,02    |
| 6     | Heini Ikonen                | FIN  | 2:07,28 PB |
| 7     | Ilona Mononen               | FIN  | 2:07,57 PB |
| 8     | Veera Perälä                | FIN  | 2:10,30    |
| 9     | Ronja Koskela               | FIN  | 2:10,41    |
| 10    | Kiia Keinonen               | FIN  | 2:10,89    |
|       | Souliath Saka (Pacemakerin) | BEN  | DNF        |

#### 100 m Hürden
| Platz | Athlet            | Land | Zeit (s) |
| ----- | ----------------- | ---- | -------- |
| 1     | Annimari Korte    | FIN  | 12,82    |
| 2     | Reetta Hurske     | FIN  | 12,88    |
| 3     | Isabelle Pedersen | NOR  | 13,18    |
| 4     | Sonja Stång       | FIN  | 13,58    |
| 5     | Vilma Mäki        | FIN  | 13,70    |
| 6     | Essi Vehmaa       | FIN  | 13,81    |
| 7     | Noora Juslin      | FIN  | 13,82    |
|       | Aliisa Luukkainen | FIN  | DNS      |

Wind: +2,1 m/s

#### 400 m Hürden
| Platz | Athlet            | Land | Zeit (s) |
| ----- | ----------------- | ---- | -------- |
| 1     | Line Kloster      | NOR  | 56,30    |
| 2     | Essi Niskala      | FIN  | 59,30 PB |
| 3     | Heidi Salminen    | FIN  | 59,31    |
| 4     | Frida Hämäläinen  | FIN  | 60,00    |
| 5     | Kristiina Halonen | FIN  | 60,19 SB |
| 6     | Mathilda Kvist    | FIN  | 61,09    |
| 7     | Elpida Toka       | GRC  | 61,70    |

#### Hochsprung
| Platz | Athletin     | Land | Höhe (m) |
| ----- | ------------ | ---- | -------- |
| 1     | Maja Nilsson | SWE  | 1,91     |
| 2     | Ella Junnila | FIN  | 1,89     |
| 3     | Heta Tuuri   | FIN  | 1,86 SB  |
| 4     | Sini Lällä   | FIN  | 1,83     |
| 5     | Neea Käyhkö  | FIN  | 1,75     |
| 5     | Elin Pajunen | FIN  | 1,75     |

#### Stabhochsprung
| Platz | Athletin          | Land | Höhe (m) |
| ----- | ----------------- | ---- | -------- |
| 1     | Wilma Murto       | FIN  | 4,61 PB  |
| 2     | Elina Lampela     | FIN  | 4,41     |
| 3     | Saga Andersson    | FIN  | 4,21     |
| 4     | Laura Ollikainen  | FIN  | 4,21 SB  |
| 5     | Tuuli Järvinen    | FIN  | 4,11 PB  |
| 6     | Maria Kytölä      | FIN  | 3,85     |
| 6     | Miisa Koskiaho    | FIN  | 3,85 PB  |
|       | Henriikka Könönen | FIN  | NMH      |

#### Dreisprung
| Platz | Athletin             | Land | Weite (m) |
| ----- | -------------------- | ---- | --------- |
| 1     | Kristiina Mäkelä     | FIN  | 14,41 PB  |
| 2     | Ella Nisula          | FIN  | 13,04 PB  |
| 3     | Elina Kostiainen     | FIN  | 12,81     |
| 4     | Ilona Ruohola        | FIN  | 12,77 PB  |
| 5     | Roosa Mähönen        | FIN  | 12,45 SB  |
| 6     | Tua-Talvikki Anttila | FIN  | 12,44     |
| 7     | Janita Leppäranta    | FIN  | 12,21     |
| 8     | Tilda Lipasti        | FIN  | 12,14 w   |
| 9     | Saana Takala         | FIN  | 11,71     |

#### Speerwurf
| Platz | Athletin          | Land | Weite (m) |
| ----- | ----------------- | ---- | --------- |
| 1     | Kelsey-Lee Barber | AUS  | 60,05     |
| 2     | Jo-Ane van Dyk    | RSA  | 59,31     |
| 3     | Sanne Erkkola     | FIN  | 54,91     |
| 4     | Saara Lipsanen    | FIN  | 53,03     |
| 5     | Vivian Suominen   | FIN  | 51,24     |
| 6     | Jelena Jaakkola   | FIN  | 48,42 SB  |